# Towyspora
Towyspora is een monotypisch geslacht van schimmels behorend tot de familie Lentitheciaceae. De typesoort is Towyspora aestuari.